# Hernán Novick
Hernán Novick, vollständiger Name Hernán Novick Rettich, (* 13. Dezember 1988 in Montevideo) ist ein uruguayischer Fußballspieler.

## Karriere
Der nach Vereinsangaben 1,73 Meter, nach anderen Quellen 1,74 Meter große Mittelfeld- bzw. Offensivakteur Hernán Novick ist Enkel des Basketballspielers und Sportfunktionärs Héctor Novick, Sohn des Sportfunktionärs Edgardo Novick, der 2008 Bewerber um das Präsidentenamt beim Club Atlético Peñarol war, Bruder des Fußballspielers Marcel Novick und der Schauspielerin Victoria Novick. Bernardo, der älteste Bruder der vier Geschwister, ist ein Wirtschaftswissenschaftler mit Master-Abschluss an der Harvard University. Zu Beginn seiner Karriere stand Hernán Novick von 2006 bis 2008 in Reihen von El Tanque Sisley. 2008 bis 2009 folgte eine Station beim Villa Española. Von 2010 bis 2013 war er Spieler bei Centro Atlético Fénix. In der restlichen Saison 2009/10 lief er dort in 13 Partien der Primera División auf. Ein Tor schoss er nicht. In den Spielzeiten 2010/11 bis 2013/14 stehen dort weitere 88 Erstligaeinsätze für ihn zu Buche, bei denen er insgesamt 20 Treffer erzielte (2010/11: 21 Spiele (2 Tore); 2011/12: 24 (3); 2012/13: 28 (9); 2013/14: 15 (6)). Zudem lief er bei den Montevideanern zweimal (kein Tor) in der Copa Sudamericana auf. Im Dezember 2013 schloss er sich dem Club Atlético Peñarol an. Bis zum Saisonende wurde er einmal (kein Tor) in der Primera División aufgestellt. Auch eine absolvierte Begegnung (kein Tor) der Copa Libertadores steht für ihn bei den „Aurinegros“ in jenem Jahr zu Buche. In der Spielzeit 2014/15 wurde er 18-mal (ein Tor) in der höchsten uruguayischen Spielklasse und einmal (kein Tor) in der Copa Sudamericana 2014 eingesetzt. Während der Saison 2015/16 trug er mit zwölf persönlich torlosen Erstligaeinsätzen zum Gewinn des Landesmeistertitels bei. Dreimal lief er zudem in der Copa Libertadores 2016 auf und traf dabei zweimal ins gegnerische Tor. In der Spielzeit 2016 kam er in acht Erstligaspielen (ein Tor) und einmal (kein Tor) in der Copa Sudamericana 2016 zum Einsatz. Am 7. Januar 2017 wurde sein Wechsel zum Club Guaraní vermeldet. Die Paraguayer verpflichteten ihn für ein Jahr auf Leihbasis und vereinbarten eine Kaufoption.

## Erfolge
- Uruguayischer Meister: 2015/16